# Paul Slaughter
Paul Slaughter (* 1938) ist ein US-amerikanischer Radiomoderator und Fotograf, der durch insbesondere seine Jazz-Fotografien bekannt wurde.

## Leben
Slaughter wuchs in Louisville (Kentucky) auf und wurde in seiner Jugend in den 1940er-Jahren durch die Musik der Big Bands geprägt. In den 1950er Jahren zog er mit seiner Familie nach Indianapolis, wo er über seinen Onkel mit Jazzmusikern in Kontakt kam, wie John Bunch und Leroy Vinnegar. In der zweiten Hälfte der 1950er Jahre hatte er in New York Schauspielunterricht; Ende der 1960er Jahre zog er nach Los Angeles, um eine Karriere als Schauspieler zu versuchen, schlug dann jedoch eine Karriere als Radiomoderator ein.
Neben einer eigenen Radioshow bei dem Jazzsender KBCA-FM, in der Musiker interviewte, begann Paul Slaughter 1969 in Hollywood Jazzmusiker zu fotografieren und für verschiedenen Jazzmagazine zu arbeiten; so entstand etwa Aufnahmen von Miles Davis (1969) sowie von Sarah Vaughan und Gerry Mulligan (1971) auf dem Monterey Jazz Festival. Es folgten Aufnahmen von Jazzgrößen wie Ray Brown, Count Basie, Duke Ellington, Thelonious Monk, Art Blakey, Wynton Marsalis und Dave Brubeck.
Er fotografierte auch für verschiedene Plattencover, wie für Carmen McRaes The Great American Songbook und die Innenseite von Miles Davis’ 1974 erschienenen Doppelalbum Get Up With It, außerdem Pop- und Rockmusiker für verschiedene Plattenfirmen, wie die Jackson Five oder Gary Puckett & the Union Gap.
In den folgenden Jahren war Paul Slaughter auf zahlreichen Reisen für als Fotograf für Film, Fernsehen, Theater und bei Sportereignissen wie den Olympischen Spielen 1984 in Los Angeles tätig. Daneben leitete Slaughter Workshops an seinem Wohnort Santa Fe (New Mexico). Seine Jazzfotografien publizierte er 2010 in dem Bildband Paul Slaughter: Jazz Photographs 1969-2010, auf dem Umschlag ein Foto von Sonny Rollins vor einem Konzert 2007.